# Wonogiri (huyện)
Wonogiri là một huyện ở đông nam tỉnh Trung Java tại Indonesia. Huyện lị là Wonogiri.
Wonogiri được chia thành các phó huyện (Kecamatan): Baturetno, Batuwarno, Bulukerto, Eromoko, Girimarto, Giritontro, Giriwoyo, Jatipurno, Jatiroto, Jatisrono, Karangtengah, Kismantoro, Manyaran, Ngadirojo, Nguntoronadi, Paranggupito, Pracimantoro, Puhpelem, Purwantoro, Selogiri, Sidoharjo, Slogohimo, Tirtomoyo, Wonogiri, Wuryantoro.
Hầu hết diện tích Wonogiri là đất đá và đồi núi do huyện nằm trên cao nguyên Sewu. Do cao nguyên có đặc trưng karst, huyện có nhiều hang động và ít nhất có 41 hang đã được khám phá.